# Кингстон (Мичиген)
Кингстон (енгл. Kingston) град је у америчкој савезној држави Мичиген.

## Демографија
По попису из 2010. године број становника је 440, што је 10 (-2,2%) становника мање него 2000. године.
| Група             | 2000.       | 2010.       |
| Белци             | 420 (93,3%) | 416 (94,5%) |
| Афроамериканци    | 3 (0,7%)    | 2 (0,5%)    |
| Азијати           | 1 (0,2%)    | 0 (0,0%)    |
| Хиспаноамериканци | 11 (2,4%)   | 16 (3,6%)   |
| Укупно            | 450         | 440         |